# Cees Bakker
Cornelius „Cees“ Bakker (* 17. März 1945) ist ein ehemaliger niederländischer Fußballschiedsrichter.

## Sportlicher Werdegang
Bakker rückte 1975 zum Schiedsrichter im niederländischen Profifußball auf, 1979 debütierte er in der Eredivisie. Bis 1992 leitete er Spiele in der höchsten Spielklasse des Landes. Zudem leitete er Partien auf internationaler Ebene, etwa im Europapokal. 1983 leitete er im Rahme der Qualifikation zur Europameisterschaft 1984 im November 1983 beim Aufeinandertreffen von Luxemburg und England sein erstes Länderspiel. Im Sommer des folgenden Jahres war er bei der EM-Endrunde der Frauen 1984 erster Finalschiedsrichter des neu eingeführten Wettbewerbs, als er das mit einem 1:0-Erfolg Schwedens über England pfiff. Das Rückspiel, in dem die Schwedinnen per Elfmeterschießen den Titel holten, leitete der Belgier Ignace Goris. Erst 1988 rückte er offiziell zum FIFA-Schiedsrichter auf und leitete weitere Länderspiele. Bei der Frauen-Europameisterschaft 1989 leitete er nochmals mit dem Semifinale zwischen Norwegen und Schweden (2:1) ein Endrundenspiel.
1992 zog er sich eine Knieverletzung zu, die ihn zum Karriereende zwang. Dick Jol folgte ihm auf der FIFA-Schiedsrichterliste. Für seine Leistungen als Spielleiter zeichnete der Koninklijke Nederlandse Voetbal Bond ihn im Sommer 2015 aus.